# سانسور اینترنت

دسته‌بندی براساس گزارشگران بدون مرز
بیشترین فیلترینگ اینترنت

سانسور اینترنت (به انگلیسی: Internet censorship) و همچنین با عنوان فیلتر اینترنت یا فیلترینگ اینترنت، عبارت است از محدود کردن دسترسی کاربران اینترنت به وبگاه‌ها و خدمات اینترنتی که از دیدگاه متولیان فرهنگی و سیاسی هر کشور برای مصرف عموم مناسب نیست، اِعمال فیلتر معمولاً به وسیلهٔ ارائه‌دهندگان خدمات اینترنتی انجام می‌شود ولی تعیین سطح، مصادیق و سیاست‌های فیلترینگ با حکومت‌هاست.
کشورهای ایران، میانمار، چین، کوبا، مصر، بلاروس، کره شمالی، عربستان، سوریه، تونس، ترکمنستان، ازبکستان، و ویتنام از بزرگ‌ترین فیلتر کنندگان اینترنت در جهان هستند.

## در کشورها
فراگیر
  قابل توجه
  انتخابی
  درحال تغییر وضعیت
  کم یا بدون فیلترینگ
  طبقه‌بندی نشده یا عدم وجود اطلاعات

  نسخه محلی یوتیوب
  دردسترس
  مسدود
  سابقاً مسدود

سانسور و جاسوسی اینترنتی بر حسب کشور
فراگیر
قابل توجه
انتخابی
درحال تغییر وضعیت
کم یا بدون فیلترینگ
طبقه‌بندی نشده یا عدم وجود اطلاعات

وضعیت فیلترینگ یوتیوب در جهان
نسخه محلی یوتیوب
دردسترس
مسدود
سابقاً مسدود

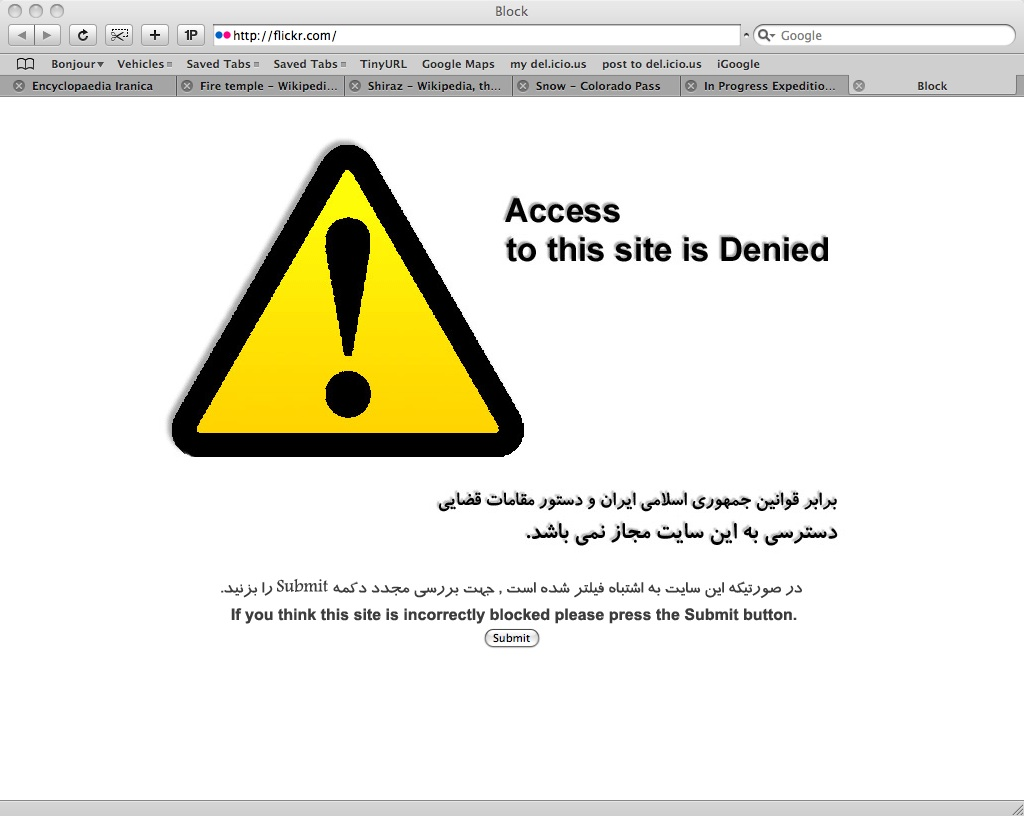
فیلترینگ اینترنت در ایران در سال ۲۰۰۸

عمده دلایل فیلتر کردن اینترنت در کشورهای مختلف را می‌توان در چهار بخش "مسائل سیاسی"، "مسائل اجتماعی"، " مسائل امنیتی" و "مسائل اخلاقی تقسیم‌بندی کرد.

### در ایران
فیلترینگ در ایران بر اساس قوانین مصوب در مجلس شورای اسلامی اعمال می‌گردد و طیف گسترده‌ای از وبگاه‌های اینترنتی، از پورنوگرافی گرفته تا سیاسی را در بر می‌گیرد. گرچه مسدود کردن دسترسی به وبگاه‌های اینترنتی در ایران براساس قوانین جمهوری اسلامی انجام می‌شود، اما روند آن، به ویژه برای وبگاه‌های سیاسی و اجتماعی، به درستی مشخص نیست و سیاست‌های آن غیرشفاف است.
در تاریخ ۲۵ آبان ۱۳۹۸ با دستور شورای امنیت ملی ایران، اینترنت بین‌المللی به مدت هشت روز، به منظور مهار اعتراضات آبان ۱۳۹۸ ایران، قطع و تنها دسترسی به سایت‌های ایرانی که از سرور داخل کشور استفاده می‌کردند قابل دسترس بود.
سازمان غیردولتی خانه آزادی در گزارش سالانه ۲۰۲۱ خود دربارهٔ آزادی اینترنت در جهان گزارش داد که ایران پس از دو کشور چین و میانمار، بیشترین محدودیت‌ها را در زمینه اینترنت اعمال می‌کند.

### در چین
سرفصل‌های مهم وبگاه‌های فیلتر شده عبارتند از:

مخالفان دموکراسی، آموزش (مانند وبگاه کانال آموزش آمریکا)، اخبار خارجی (مثل BBC و CNN)، وبگاه‌های دولتهای خارجی (قوهٔ قضائیهٔ آمریکا، انگلیس و اسرائیل)، سرگرمی (۴۵۱ وبگاه از وبگاه‌هایی که در دسته‌بندی‌های «یاهو» قرار دارند)، مذهبی (۱۷۶۳ وبگاه شامل وبگاه‌های الحادی، مسیحی، یهودی و مذاهب دیگر)

### درایالات متحده آمریکا
برقراری قانون برای استفاده از اینترنت در ایالات متحده در سال ۱۹۹۶ با پیشنهاد بیل کلینتون رئیس‌جمهور وقت این کشور آغاز شد. در قانون یاد شده که به نام «قانون صلاحیت ارتباطات» (CDA) مشهور است، هرگونه اطلاع‌رسانی مستهجن و پورنوگرافی برای نوجوانان کمتر از ۱۸ سال منع شده‌است.
به رغم جنجال‌هایی که پس از مطرح شدن این قانون به پا شد، چندی بعد، در سال ۱۹۹۸، قانون دیگری با نام(COPPA) به تصویب رسید که مطابق آن متصدیان صفحات اینترنتی از قرار دادن اطلاعات مربوط به کودکان زیر ۱۳ سال به روی اینترنت یا استفاده از این قبیل اطلاعات بدون داشتن مجوز از پدر و مادر آن‌ها منع و موظف شدند در صفحات خود نحوه جمع‌آوری اطلاعات مربوط به کودکان را به‌طور مشخص اعلام کنند. همزمان با این قانون، قانون دیگری به نام (COPA) طرح شد که سایت‌هایی را که در آن‌ها مطالب آشکار جنسی یا عکس‌های مستهجن قرار داشت محدود می‌کرد. یکی از انگیزه‌های اصلی طرح این قانون حفاظت نوجوانان از عوارض سوء اینترنت بود. به‌طور دقیق تر، بخشی از این قانون استفاده مجازی از انتقال هرگونه اطلاعات را که ممکن است برای کودکان مضر باشد، منع می‌کند.
پس از گذشت ۲ سال، در سال ۲۰۰۰ قانون دیگری به نام(CIPA) مطرح شد که مطابق آن همه مدارس و کتابخانه‌های عمومی [که برای اتصال به اینترنت یا کامپیوترهای متصل به اینترنت از کمک‌های دولت استفاده کرده‌اند.] موظف شده‌اند به بستن یا فیلتر کردن سایت‌هایی اقدام کنند که در آن‌ها تصاویر وقیح و عکس‌های شهوت‌انگیز مربوط به کودکان یا هر تصویر جنسی دیگری که برای نوجوانان مضر باشد، قرار دارد.
در عین حال مدارس موظفند سیاست‌های پیشنهادی سلامت استفاده از اینترنت را بپذیرند و حداقل یک گزارش از سیاست‌های پیشنهاد شده ارائه دهند. همچنین موظفند بر روی همه کامپیوترهای متصل به اینترنت ابزارهای فیلترکننده (مانند برنامه‌های فیلترکننده یا دیواره‌های آتشین محدود کننده) قرار دهند.
پس از حوادث یازدهم سپتامبر ۲۰۰۱ نیز، پای دولت‌ها و حکومت‌های فراوانی به حیطه فیلترینگ باز شد و در این میان نقش کشورهای اروپایی و به ویژه ایالات متحده پر رنگ‌تر از سایرین بود. ایالات متحده به عنوان پیشروترین کشور دنیا هم در زمینه به‌کارگیری و توسعه تجهیزات اینترنت و هم در زمینه تولید محتوای اینترنتی، پس از حملات ۱۱ سپتامبر، با چالشی جدی در مواجهه با اینترنت رو به رو شد و دولت این کشور، قوانین محکمی را در این مورد وضع کرد تا جایی که حامیان حریم شخصی و آزادی‌های مدنی به اعتراضات گسترده‌ای علیه دولت بوش دست زدند. آمریکا در تاریخ ۲۴ اکتبر ۲۰۰۱، قانونی تحت عنوان «لایحهٔ میهن‌پرستی» (Patriot Act) را تصویب کرد که به موجب آن، کنترل و نظارت بر تبادل داده‌های online کاربران، رنگ قانونی به خود می‌گرفت؛ این قانون که در قالب مبارزه با تروریسم به تصویب رسیده بود، موجی از مخالفت و اعتراض را هم در میان جمهوری خواهان و هم در بین دموکرات‌ها برانگیخت. پیاده‌سازی لایحهٔ میهن‌پرستی که به شدت از سوی دادستانی آمریکا دنبال می‌شد، در نوامبر ۲۰۰۳ رئیس‌جمهور با اعطای اختیارات بیشتر به پلیس آمریکا (اف‌بی‌آی) از این نیرو خواست تا کلیه اطلاعات مربوط به کاربران اینترنتی را، حتی برای تحقیقات غیررسمی، جمع‌آوری کند. از سوی دیگر، برخی ایالت‌های آمریکا مثل پنسیلوانیا قوانین مخصوص به خود را برای فیلتر کردن محتوای اینترنتی دارند.
هم چنین در پی شکایات فراوان مهمانداران و مسافران خطوط هواپیمایی آمریکا از برخی کاربران در استفاده از تارنماهای پورنوگرافی با محتویات مستهجن، صاحبان شرکت‌های هواپیمایی به فکر فیلتر کردن این تارنماها افتاده‌اند. «امریکن ایرلاینز» به عنوان نخستین شرکت در میان شرکت‌های فعال در خطوط هوایی آمریکا اقدام به مسدود کردن چنین تارنماهایی و برخورد با استفاده‌کنندگان از آن‌ها کرده‌است. به این ترتیب کاربران اینترنتی از این پس امکان ورود به تارنماهای پورنوگرافی را در هواپیما نخواهند داشت. این اقدام در حالی صورت می‌گیرد که برخی مسافران در مدت پرواز خود با ورود به اینترنت از تارنماهای پورنوگرافی استفاده می‌کردند که این موضوع مورد اعتراض دیگر مسافران و مهمانداران هواپیما قرار گرفته و این رفتار را موجب صدمه دیدن سلامت اجتماع می‌دانستند. جهان نوشت، هواپیماهای امریکن ایرلاینز درحالی پیشگام فیلترینگ تارنماهای پورنوگرافی شدند که تا کنون شکایتی از پروازهای این شرکت دراین مورده نشده‌است. بر این اساس نخستین فیلترینگ در هواپیمای بوئینگ مدل ۲۰۰–۷۶۷ به اجرا درآمده است.

### فرانسه
فرانسه نتایج موتورهای جستجوی اینترنتی از جمله گوگل Google را دستکاری کرده و به زعم خود، آن را بومی می‌کند. علاوه بر این، با وجودی که تصمیمات اصلی و عمده پیرامون آزادی بیان در اینترنت و حفظ حریم خصوصی افراد در این عرصه، توسط اتحادیه اروپا اتخاذ می‌شود، اما کشور فرانسه یکی از معدود اعضای این اتحادیه است که در پذیرش آن‌ها مقاومت زیادی کرده و سعی دارد قوانین خود را اجرا کند.
در بحث نظارتی نیز، کشور فرانسه با تصویب قانون LSQ در سال ۲۰۰۱، کلیه ISPهای این کشور را موظف کرد تا فعالیت‌های اینترنتی و پیام‌های پست‌الکترونیک مشتریان خود را حداقل به مدت یک سال، ذخیره و نگهداری کنند. همچنین این قانون به قضات و پلیس این کشور اجازه می‌داد تا در پیام‌های شخصی کاربران به منظور کشف یا اثبات جرم، به تفحص بپردازند. این کشور نزدیک به ۲۲ میلیون کاربر اینترنت دارد که یک سوم جمعیتش را تشکیل می‌دهند. به این ترتیب مردم فرانسه یکی از آنلاین‌ترین کشورهای دنیا به نسبت جمعیتش است. قوانین اینترنتی در این کشور بیشتر شامل قوانین تجارت الکترونیک و رعایت حریم شخصی و جرایم رایانه‌ای آن بیشتر مربوط به مسایل امنیت ملی و آسیب‌های اقتصادی است. ضمن اینکه فیلترینگ به‌طور جدی در مدارس این کشور و با بستن IPها اعمال می‌شود.
قانون Hadopi که در سال ۲۰۰۹ در فرانسه به تصویب رسید، این اجازه را به ارائه دهندگان خدمات اینترنتی می‌دهد که کاربرانی که به صورت غیرقانونی، محتوای دارای حق کپی‌رایت را از اینترنت دانلود می‌کنند، از دسترسی به اتصال اینترنتی محروم سازند. همچنین لایحهٔ LOPPSI ۲ که در سال ۲۰۰۹ توسط دولت فرانسه به پارلمان این کشور تقدیم شد، به ISPهای فرانسوی این اجازه را می‌دهد که یک فهرست مشخص از تارنماهای پورنوگرافی را تحت نظارت وزارت کشور فرانسه، مسدود و فیلتر کنند.

### انگلیس
در اکثر کشورهای اروپایی از جمله «انگلیس» فیلترینگ بیشتر بر روی مسائلی مانند پورنوگرافی کودکان، نژادپرستی و مسائل تروریستی اعمال می‌شود.
یک سازمان غیردولتی و غیرانتفاعی در انگلستان به نام «بنیاد نظارت بر اینترنت» (Internet Watch Foundation)، فهرستی از تارنماهای پورنوگرافی را تهیه کرده و بر اساس آن، دسترسی ۹۸ درصد از کاربران اینترنت در انگلستان به این تارنماها مسدود شده‌است. وزیر کشور انگلیس ورنون کوکر، ضرب‌العجلی را تا پایان سال ۲۰۰۷ برای همهٔ سرویس‌دهندگان خدمات اینترنتی در این کشور تعیین کرده بود تا یک سیستم مسدودسازی محتوا بر اساس سبک cleanfeed طراحی و اجرا کنند.
در سال ۲۰۰۶ هم وزیر کشور انگلیس قول داده بود که همهٔ ISPهای این کشور، تارنماهای پورنوگرافی کودکان را مسدود خواهند کرد. در اواسط سال ۲۰۰۶ میلادی، دولت انگلیس گزارش داد که دسترسی ۹۰ درصد کاربران اینترنت پرسرعت در این کشور به تارنماهای پورنوگرافی مسدود شده‌است. علی‌رغم اینکه قرار بود این رقم در پایان سال ۲۰۰۷ به ۱۰۰ درصد برسد، اما گزارش‌های دولتی در پایان سال ۲۰۰۸ میلادی، رقم ۹۵ درصد را اعلام کردند و در پی آن، دولت تصمیم گرفت تا مسدود کردن دسترسی پنج درصد باقی‌مانده، هرچه سریعتر اقدام‌های لازم را انجام دهد.
در فاصلهٔ بین سال ۲۰۰۴ تا ۲۰۰۶، شرکت BT Group فناوری جدیدی به نام Cleanfeed را معرفی کرد که ۸۰ درصد سرویس‌دهندگان خدمات اینترنتی در انگلیس از آن استفاده می‌کنند. کاربری این فناوری به گونه‌ای است که دسترسی به تارنماهای غیرمجازی که توسط «بنیاد نظارت بر اینترنت» فهرست شده‌اند را برای کاربران خانگی قطع می‌کند.

### ایتالیا
گفته می‌شود که فیلترینگ و سانسور محتوای اینترنت در کشور ایتالیا بسیار رایج است. این محدودسازی از دسترسی عموم مردم به محتوای تارنماهای خاص و حتی برخی شبکه‌های تلویزیونی جلوگیری می‌کند. بر اساس آمارهای «گزارشگران بدون مرز»، با وجودی که ایتالیا پایین‌ترین رتبهٔ آزادی رسانه‌ها در میان کشورهای عضو اتحادیهٔ اروپا را دارد و به عنوان کشور «تقریباً آزاد» شناخته می‌شود، اما قوانین ویژه‌ای برای کنترل محتوای رسانه‌ها و اینترنت در ایتالیا به تصویب رسیده‌اند که یکی از آن‌ها مستقیماً به شخص نخست‌وزیر، سیلویو برلوسکونی برمی‌گردد. در ایتالیا پس از اینکه گروهی از کاربران شبکهٔ اجتماعی Facebook اقدام به انتشار مطالبی علیه برلوسکونی کردند، قانونی برای مسدود کردن این تارنما تحت عنوان Romani Law تصویب شد. در ایتالیا همچنین یکی از قسمت‌های یک مجموعهٔ تلویزیونی که استفاده از مواد مخدر در پارلمان این کشور را به تصویر می‌کشید، سانسور و از پخش آن جلوگیری شد.

### آلمان
فیلترینگ اینترنت در آلمان، بر اساس قانون فدرال صورت می‌گیرد و در مواردی خاص، دادگاه‌های این کشور رأی به مسدود شدن برخی تارنماها می‌دهند. با این حال، آلمان کشوری است که مسدودسازی محتوای سیاسی در آن به وفور دیده می‌شود. نمونه‌ای از محتوای سیاسی مسدود شده توسط آلمان برای کاربران اینترنت، عبارات و کلیدواژه‌هایی است که به «نفی هلوکاست» مربوط می‌شوند. کاربران اینترنت در کشور آلمان اغلب نمی‌توانند به محتوای مقالات و نوشته‌هایی که به نفی هلوکاست می‌پردازند دسترسی داشته باشند. در اوایل سال ۲۰۱۰ میلادی نیز یک قانون فدرال برای مسدودسازی دسترسی به محتوای پورنوگرافی در آلمان به تصویب رسید.

### استرالیا
فیلترینگ اینترنت در استرالیا عمدتاً به طرح‌های ممنوعیت محتوای مجرمانه اینترنتی برمی‌گردد و دولت فدرال این کشور به واسطه ارائه دهندگان اینترنت دسترسی به برخی تارنماها را محدود می‌کند.
حزب کارگر استرالیا در سال ۲۰۰۸، طرح اجباری فیلترینگ اینترنت را برای تمامی شهروندان معرفی کرد. البته هنوز این طرح کاملاً اجرایی نشده‌است. نهاد مدیریت ارتباطات و رسانه استرالیا (ACMA) در راستای این طرح، لیست سیاهی از وب‌تارنماهایی را که محتوای مجرمانه دارند، فراهم کرده و تارنماهایی که در این لیست سیاه قرار می‌گیرند، به ازای هر یک روز فعالیت، ۱۱ هزار دلار جریمه می‌شوند. از اواسط ماه ژانویه ۲۰۱۵ نیز قانون جدیدی با عنوان "شاخص‌های افزایش ایمنی اینترنت برای خانواده‌هاً در استرالیا مطرح شد که از طرح قبلی فیلترینگ اینترنت حمایت می‌کند.
قوانین استرالیا در زمینه سانسور اینترنت با عناوینی چون دیواره آتش بزرگ استرالیا، دیواره آتش ضد خرگوش (که برگرفته از نام دیوار ضد خرگوش در این کشور است) مطرح شده که می‌توان گفت مجموعه‌ای از قوانین ایالتی و فدرال است ولی مسئله مهم در اینجا مقررات مربوط به برنامه پنجم طرح خدمات پخش رسانه‌ای سال ۱۹۹۲ است که بر اساس آن، اگر شکایتی در زمینه محتوای اینترنتی صادر شود، ACMA حق دخالت دارد و می‌تواند محتوای فیلم و ویدیوی آنلاین را بررسی کند. اگر محتوای تارنمای در رده +R۱۸ و +X۱۸ قرار گیرد، سیستم شناسایی بزرگسال نداشته باشد و در استرالیا هم میزبانی شده باشد، باید محتوای نامناسب از تارنما حذف شود. اما اگر این تارنما در خارج از استرالیا میزبانی شده باشد، نام تارنما در لیست سیاه وارد می‌شود و بعد از طریق نرم‌افزار فیلترینگ مسدود می‌شود و نرم‌افزار فیلترینگ از سوی ارائه دهندگان اینترنت به مشتریان توصیه می‌شود.

## فیلترینگ شبکه‌های اجتماعی
کشورهایی که دسترسی شبکه‌های اجتماعی پرطرفداری نظیر فیس‌بوک، یوتیوب و توییتر را برای شهروندان‌شان مسدود کرده‌اند؛ نه کشور هستند که عبارت‌اند از: ایران، چین، ویتنام، پاکستان لبنان، فلسطین، سوریه، کره شمالی و اریتره. این ۹ کشور، کشورهایی هستند که سرویس‌هایی نظیر یوتیوب، فیس‌بوک و توییتر را برای مدتی طولانی فیلتر کرده‌اند. قطع و وصل فیلترینگ این سرویس‌ها در کشورهای دیگر نظیر ترکیه، برمه، افغانستان، تونس، کوبا و… هم در جریان بوده، اما موقت بوده‌اند.

### چین
چین در سال ۲۰۰۹ دسترسی به فیس‌بوک، ایکس(توییتر سابق) و یوتیوب را مسدود کرد. فیلترینگ توییتر و فیس‌بوک در چین پس از اعتراضات اویغورها، اقلیت مسلمان چین، و انتشار گسترده آن در شبکه‌های اجتماعی آغاز شد. چین برای سرویس‌های عظیمی نظیر توییتر و فیس‌بوک و یوتیوب معادل‌های بومی راه‌اندازی کرده که با توجه به حضور بیش از ۴۵۰ میلیون کاربر اینترنت در این کشور، طرفداران زیادی هم پیدا کرده‌اند. در سپتامبر ۲۰۱۳ دولت چین تصمیم گرفت تا دست‌کم در منطقه آزاد تجاری شانگهای دسترسی به همه سایت‌های خارجی را باز کند، اما این تصمیم هنوز اجرایی نشده و دسترسی به بسیاری از سایت‌ها همچنان در چین ممنوع است.

### ایران
ایران هم شبکه‌ها و سرویس‌های اجتماعی نظیر فیس‌بوک و توییتر و یوتیوب را در فواصل گوناگون فیلتر و رفع فیلتر کرده بود، اما پس از انتخابات جنجالی ریاست‌جمهوری در سال ۸۸ این شبکه‌ها تا امروز فیلتر بوده‌اند. با این حال کاربران ایرانی با بهره‌گیری از تکنولوژی‌های موجود برای عبور از سد فیلترینگ، همچنان در شبکه‌های اجتماعی حضور دارند. با روی کار آمدن دولت حسن روحانی و با توجه به وعده‌های انتخاباتی‌اش دربارهٔ تسهیل گردش آزاد اطلاعات در کشور، امیدها نسبت به احتمال رفع ممنوعیت‌های سخت‌گیرانه آنلاین در ایران تقویت شد؛ ولی روحانی به وعده خود عمل نکرد و حتی تلگرام را نیز فیلتر کرد. در سال۱۴٠۱ به دلیل خیزش ۱۴۰۱ اینستاگرام و واتساپ نیز فیلتر شد. 
در دی ۱۴۰۳ و در زمان ریاست جمهوری مسعود پزشکیان فیلتر دو برنامه واتساپ و گوگل پلی استور زدوده شد.   اما پس از آغازجنگ ۱۲ روزه ایران و اسرائیل، ایران با محدودیت شدید اینترنت جهت لو نرفتن مکان های مهم و حساس و انفجار ها،مواجه شد و پس از اتمام جنگ،واتساپ متهم به جاسوسی برای اسرائیل مجدد فیلتر شد،اما فیلتر گوگل پلی استور زدوده شد و وضعیت اینترنت به حالت عادی برگشت.همچنین ایران وعده داده به زودی تلگرام رفع فیلتر شود.

### ویتنام
طی چند سال گذشته، گزارش‌های متعددی دربارهٔ فیلتر شدن فیس‌بوک در ویتنام منتشر شده‌است. شیوه فیلترینگ فیس‌بوک در ویتنام به گونه‌ای است که دور زدن آن بسیار آسان است و به همین خاطر بسیاری از شهروندان ویتنامی همچنان از فیس‌بوک برای برقراری ارتباط استفاده می‌کنند. در سپتامبر ۲۰۱۳ قانون جدیدی در ویتنام به تصویب رسید که به موجب آن شهروندان از انتشار محتوا ضد دولت در شبکه‌های اجتماعی منع می‌شوند. از آن زمان تا کنون هنوز بررسی دقیقی انجام نشده تا مشخص شود تصویب این قانون چه تأثیری بر میزان دسترسی به فیس‌بوک در ویتنام داشته‌است.

### پاکستان
پاکستان در سپتامبر ۲۰۱۲ پس از انتشار ویدئویی جنجالی دربارهٔ زندگی پیامبر اسلام و خودداری گوگل از حذف آن ویدئو که به زعم مقامات پاکستانی «توهین به مقدسات مسلمانان» محسوب می‌شد، یوتیوب را فیلتر کرد. بر اساس گزارش‌های گوگل، فیلترینگ یوتیوب در پاکستان تا ماه مارس ۲۰۱۴ ادامه داشته‌است.

### کره شمالی
در میان کشورهایی که از جمله دشمنان اینترنت و شبکه‌های اجتماعی محسوب می‌شوند، وضعیت کره شمالی به مراتب از دیگر کشورهای سانسورشده پیچیده‌تر و بغرنج‌تر است. اینترنت همچنان کالایی ویژه و لوکس در کره شمالی محسوب می‌شود که در دسترس عموم قرار ندارد و از آنجایی که زیرساخت ارتباطات در این کشور در انحصار دولت پیونگ‌یانگ است، شاید بتوان آن را فیلتر شده‌ترین کشور جهان دانست. دسترسی به همه شبکه‌ها و سرویس‌های اجتماعی در کره شمالی مسدود و ممنوع است.

### اریتره
بر اساس گزارش سازمان گزارشگران بدون مرز، در سال ۲۰۱۱ دو کمپانی بزرگ خدمات‌دهنده اینترنت در اریتره دسترسی به یوتیوب را مسدود کردند. دولت اریتره همه کمپانی‌های سرویس‌دهنده را موظف می‌کند که از زیرساخت اینترنتی که تحت کنترل کامل دولت است استفاده کنند. اریتره همواره به‌عنوان یکی از بزرگ‌ترین سانسورچیان اینترنت در جهان شناخته می‌شود.

## مبانی فیلترینگ در اینترنت
1. رایانه یک صفحهٔ وب را درخواست می‌کند.
2. این درخواست در ابتدا به ISP و از آنجا به شبکهٔ محلی فرستاده می‌شود.
3. قبل از این که درخواست از شبکه محلی به سروری که صفحهٔ مورد نظر بر روی آن قرار گرفته‌است ارسال شود، توسط سیستم فیلترکننده بررسی می‌گردد.
4. سیستم فیلترکننده کلیهٔ درخواست‌ها را با فهرستی که در بانک اطلاعاتی دارد مقایسه می‌کند که اصطلاحاً به آن فهرست سیاه می‌گویند. این فهرست از سه جزء تشکیل شده‌است:

- نشانی دامنه
- نشانی پروتکل اینترنت
- کلمه‌های کلیدی (Keywords)

اگر هیچ‌یک از کلمه‌ها و نشانی‌های موجود در فهرست سیاه در درخواست رایانه وجود نداشته باشد، این درخواست تمیز (clean) در نظر گرفته می‌شود. در غیر این صورت، درخواست آلوده (Dirty) تشخیص داده شده و مسدود می‌شود.

## گونه‌های فیلترینگ

### فیلترینگ ازطریق سامانه نام دامنه
سامانه نام دامنه نام هر دامنه را به نشانی پروتکل اینترنت متناظرش ترجمه می‌کند. نشانی سروری که سامانه نام دامنه را ارائه می‌دهد، به‌طور خودکار و در هنگام برقراری اتصال به اینترنت از طریق تأمین‌کنندهٔ خدمات اینترنتی در اختیار رایانهٔ شما گذاشته می‌شود. اگر این سرور سامانه، سانسور کننده باشد کلیهٔ درخواست‌ها برای وبگاه‌های غیرمجاز را بی پاسخ می‌گذارد.

### فیلترینگ به وسیلهٔپراکسی
در این روش تأمین‌کنندهٔ خدمات اینترنتی دسترسی مستقیم به اینترنت را محدود کرده و شما را ملزم به استفاده از پراکسی سرور می‌کند. اگر تأمین‌کنندهٔ خدمات اینترنتی از پراکسی واسط اجباری استفاده کند، برای دسترسی به اینترنت باید در پیکربندی مرورگر وب یا سایر نرم‌افزارهایی که از اینترنت استفاده می‌کنند، نشانی پروتکل اینترنت پراکسی سرور را وارد کنید. کلیهٔ درخواست‌ها به پراکسی سرور فرستاده می‌شود و در صورت مجاز بودن درخواست، پراکسی سرور صفحهٔ مورد درخواست را بارگیری کرده و سپس برایتان ارسال می‌کند.

### فیلترینگ به کمکمسیریاب
در قسمت انتهایی شبکه (Gateway)، مسیریاب طوری تنظیم می‌شود که ترافیک خروجی شبکه را به سمت یک سیستم فیلترکننده منحرف کند. کلیهٔ درخواست‌ها از این سیستم عبور داده می‌شوند و در صورت وجود وبگاه‌ها یا کلمات غیرمجاز، جریان اطلاعات مسدود می‌شود.

### فیلترینگ به کمک سانسور افزارها
این نرم‌افزارها بیشتر در منزل (برای کنترل والدین بر فرزندان)، مدارس و دانشگاه‌ها استفاده می‌شوند.

### فیلترینگ به کمک مسدود کردن درگاه‌ها
درگاه‌ها (پورتها) مانند درهایی هستند که سرور از طریق آن‌ها خدماتش را ارائه می‌دهد. اگر درگاهی مسدود شود تمام خدماتی که از طریق آن درگاه ارائه می‌شده، غیرقابل دسترس می‌شود.

### فهرست سیاه و فهرست سفید
در فیلترینگ بر اساس فهرست سیاه، یک فهرست (معروف به فهرست سیاه) وجود دارد که شامل نشانی وبگاه‌ها و/یا کلمات کلیدی‌ای است که دسترسی به آن‌ها مجاز نیست. دسترسی به سایر وبگاه‌ها یعنی وبگاه‌هایی که در این فهرست وجود ندارند، مجاز است.
در فیلترینگ بر اساس فهرست سفید، یک فهرست (معروف به فهرست سفید) شامل نشانی وبگاه‌هایی وجود دارد که دسترسی به آن‌ها مجاز است. دسترسی به سایر وبگاه‌ها یعنی وبگاه‌هایی که در این فهرست وجود ندارند، در این نوع فیلترینگ مجاز نیست.
فیلترینگ مرکزی‌ای که هم‌اکنون در ایران استفاده می‌شود از نوع فیلترینگ سیاه است.

### قطع دسترسی یا تحریم

قطع دسترسی اعمال شده توسط sourceforge.net برای دانلود از آی‌پی‌های ایران در تاریخ ۲۴ اکتبر ۲۰۱۵

قطع دسترسی اعمال شده توسط code.google.com برای آی‌پی‌های ایران در تاریخ ۲۴ اکتبر ۲۰۱۵

این نوع قطع دسترسی در مقصد انجام می‌شود. سرور ارائه‌دهندهٔ خدمات وب، قبل از ارائهٔ هر گونه خدمتی، ابتدا نشانی پروتکل اینترنت درخواست‌کننده را بررسی می‌کند و در صورتی که در فهرست ممنوعه قرار داشته و متعلق به یک کشور تحریم شده باشد، از ارائهٔ خدمت سر باز می‌زند.
در ایران
بعد از اعمال تحریم‌ها علیه ایران، قطع دسترسی آی‌پی‌های اینترنتی ایران شدت گرفت و تعدادی از وبگاه‌های اینترنتی آی‌پی‌های ایران را بستند و امکان بازدید یا دانلود از وب‌سایتشان را از ایران محدود ساختند و دسترسی به آن‌ها تنها از طریق تغییر آی‌پی یا فیلترشکن مقدور است.
وب‌سایت‌هایی مانند:
- https://developer.android.com/studio/
- https://code.google.com (آزاد شد)
- http://sourceforge.net (آزاد شد)

امکان دریافت فایل‌های نرم‌افزاری شرکت‌هایی مانند NVIDIA, AMD, Adobe, AVG, AVAST, Symantec, McAfee ,MATLAB برخی از خدمات گوگل، برخی از خدمات مایکروسافت، ESET و Oracle از درگاه اصلی این شرکت‌ها توسط آی‌پی‌های ایران امکان‌پذیر نیست و علاوه بر بسته شدن این سایت‌ها توسط خود این شرکت‌ها در ایران، برخی از این شرکت‌های فناوری و تکنولوژی، سرور مادر خود را نیز به روی ایرانیان بسته‌اند.
تحریم خدمات هاستینگ و دامین بر روی هر کسی که ساکن ایران می‌باشد یکی دیگر از جمله تحریم‌هایی بود که بر مردم ساکنان سرزمین ایران اعمال شد.